# El baile de las locas

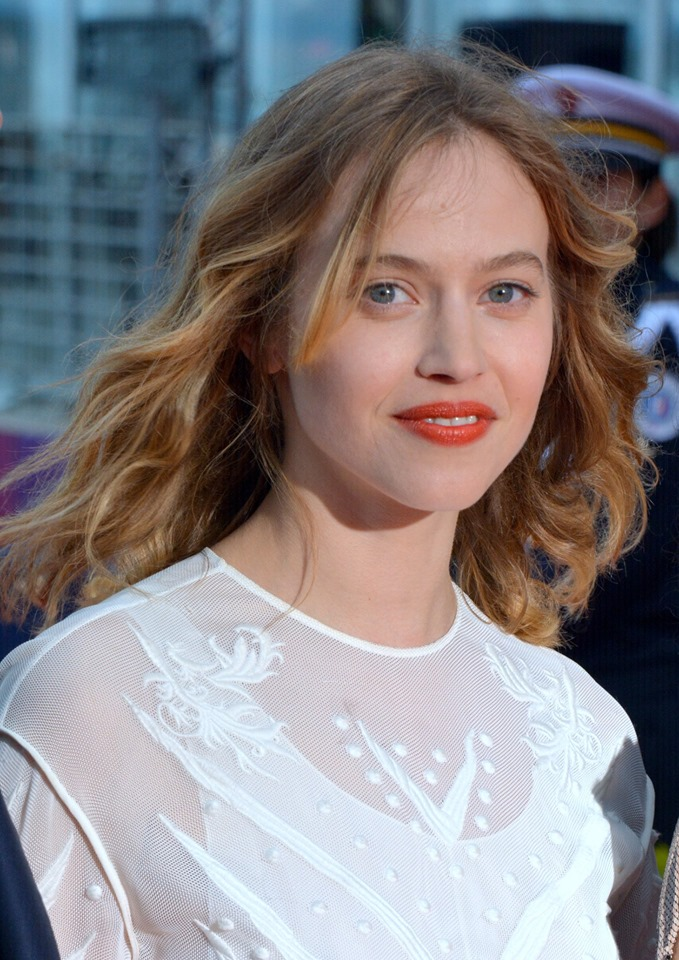
La actriz Lou de Laage, protagonista de "El baile de las locas".

El baile de las locas (en francés: Le bal des folles) es una película francesa dirigida por Mélanie Laurent en 2021 a partir de un guion de Laurent y Christophe Deslandes. Está basada en la novela Le bal des folles de Victoria Mas y está protagonizada por Lou de Laâge, Emmanuelle Bercot, Benjamin Voisin, Cédric Khan, Grégoire Bonnet y la propia directora Laurent.
La película se estrenó en el Festival Internacional de Cine de Toronto de 2021 y fue distribuida a partir de septiembre de ese año por Amazon Studios.

## Sinopsis
En la década de 1880, Eugenia es una joven desafiante y apasionada. Tiene un don único: es capaz de oír y ver a los muertos. Pero cuando su familia lo descubre, es enviada a la clínica neurológica de La Piedad Salpètrière. El eminente profesor Jean-Martin Charcot dirige este hospital donde las mujeres son tratadas con brutales métodos de “estudio” por parte de científicos. Eugenia no puede escapar.

## Reparto
- Lou de Laâge como Eugénie Cléry
- Mélanie Laurent como Geneviève Gleizes
- Emmanuelle Bercot como Jeanne
- Martine Chevallier como Grand-mère Cléry
- Benjamin Voisin como Théophile Cléry
- Cédric Khan como François Cléry
- Lomane de Dietrich como Louise
- Christophe Montenez como Jules
- Coralie Russier como Henriette
- Laurena Thellier como Marguerite
- Martine Schambacher como Thérèse
- Valérie Stroh como Mère Cléry
- André Marcon como Dr. Gleizes
- Grégoire Bonnet como Dr. Jean-Martin Charcot

## Producción
En enero de 2020, se anunció que Mélanie Laurent escribiría y dirigiría una película basada en la novela Le bal des folles de Victoria Mas, con Alain Goldman como productor bajo su estandarte Légende Films. En junio de 2020, se anunció que Laurent y Lou de Laâge se unían al elenco de la película, con Gaumont Film Company lista para distribuir la película en Francia. En noviembre de 2020, se anunció además que Emmanuelle Bercot, Benjamin Voisin, Cédric Khan y Grégoire Bonnet participarían en la película, con Amazon Studios encargada de su distribucción en todo el mundo.
El rodaje comenzó en noviembre de 2020. La banda sonora fue compuesta por Asaf Avidan e interpretada por Avidan (piano y teclados) y Coleman Itzkoff (violonchelo).

## Recepción
En Rotten Tomatoes, la película tiene un índice de aprobación del 85% según 54 reseñas, con una calificación promedio de 7/10. El consenso crítico del sitio dice: "Sus temas ocasionalmente se ven socavados por su narración, pero las actuaciones sobresalientes le dan a The Mad Women's Ball un poder conmovedor e inquietante". En Metacritic, la película tiene una calificación de 72 sobre 100, según las reseñas de 14 críticos, lo que indica "críticas generalmente favorables".